# Brittany Baxter
Brittany Baxter, född Timko 5 september 1985 i Vancouver i British Columbia, är en kanadensisk före detta fotbollsspelare. Hon spelade som mittfältare/anfallare.

## Landskamper
Brittany Baxter har spelat över 40 landskamper för Kanadas damlandslag i fotboll och har gjort nio mål. Hon har deltagit i fotbolls-VM 2003 och 2007. Hon var med i OS 2008 och tog brons vid Olympiska sommarspelen 2012 i London.
För Kanadas U-19-lag har hon gjort 32 matcher och 19 mål. Vid U-19-VM 2004 vann hon Guldskon som bästa målskytt med sju mål på fyra matcher.

## Klubbar
- Vancouver Whitecaps Women
- Nebraska Cornhuskers
- Melbourne Victory
- Piteå IF